# Orlen
PKN Orlen (polj. Polski Koncern Naftowy Orlen S.A.) poljska je naftna i plinska tvrtka. 
To je najveća tvrtka u Poljskoj i Srednjoj Europi te jedan od najvećih naftnih tvrtka u Europi. Ima velik broj benzinskih crpki u državama kao što su: Poljska, Njemačka, Češka, Slovačka i Litva. Privatizirana je 1999. godine. Sjedište tvrtke je u Płocku u Poljskoj.

## Robne marke i sestrinske kompanije
- Basell Orlen Poliolefini
- Petrokemija Płock
- UniPetrol
- Benzina
- Solino
- Anwil
- Orlen KolTrans
- Orlen Lietuva
- Polkomtel
- Orlen Transport
- Orlen Oil
- Orlen Gaz
- CPN
- Bliska
- Star
- Benzina Plus
- Ventus
- Orlen Petrocentrum
- Orlen Wir
- Orlen Medica
- Orlen Budonaft
- Spolana

## Vanjske poveznice
- (polj.) (engl.) Službene stranice tvrtke PKN Orlen  Arhivirana inačica izvorne stranice od 8. travnja 2016. (Wayback Machine)